# 東西伯利亞高原
東西伯利亞高原是俄羅斯的高原，位於遠東聯邦管區，長3,300公里、寬1,200公里，面積200萬平方公里，從中雅庫特低地的勒拿河延伸至傑日尼奧夫角，最高點海拔高度3,147米。